# Chiesa di Santo Stefano Protomartire (Fontana Liri)
La chiesa di Santo Stefano Protomartire, nota anche più semplicemente chiesa di Santo Stefano e pure con il titolo di collegiata, è la parrocchiale di Fontana Liri Superiore, frazione di Fontana Liri, in provincia di Frosinone e diocesi di Sora-Cassino-Aquino-Pontecorvo; fa parte della zona pastorale di Isola del Liri.

## Storia
L'esistenza di una chiesa dedicata a Santo Stefano è attestata già nel XIV secolo; tuttavia, per i successivi due secoli non si hanno nuove menzioni dell'edificio, che ricompare nei documenti nel 1620.
La parrocchiale fu successivamente rimaneggiata intorno alla metà dell'Ottocento, come confermato da una targa posta all'interno.
L'altare maggiore venne poi interessato da un rifacimento tra il 1957 e il 1958.

## Descrizione

### Esterno
La facciata a salienti della chiesa, priva di ingressi, è in pietra e guarda a mezzogiorno; presenta in basso due grandi finestre e sopra un oculo.
L'ingresso, ubicato sulla parete rivolta a ponente, è affiancato da quattro semicolonne tuscaniche sorreggenti il timpano di forma triangolare. 
Annesso alla parrocchiale è il campanile a base quadrata, la cui cella presenta su ogni lato un'apertura ed è coronata dalla guglia.

### Interno
L'interno dell'edificio si compone di tre navate, che sono suddivise da pilastri abbelliti da lesene e sorreggenti archi a tutto sesto, sopra i quale corre il cornicione modanata su cui si imposta la volta; al termine dell'aula si sviluppa il presbiterio, rialzato di due gradini, delimitato da balaustre e chiuso dall'abside semicircolare. 
Qui sono conservate diverse opere di pregio, tra le quali la pala con soggetto San Francesco di Paola, l'altare minore della Carità, che fu oggetto di un restauro condotto nel 1907 da Gennaro Giannetti, e la pala dell'altare maggiore, raffigurante Santo Stefano Protomartire.